# Vivien Thomas

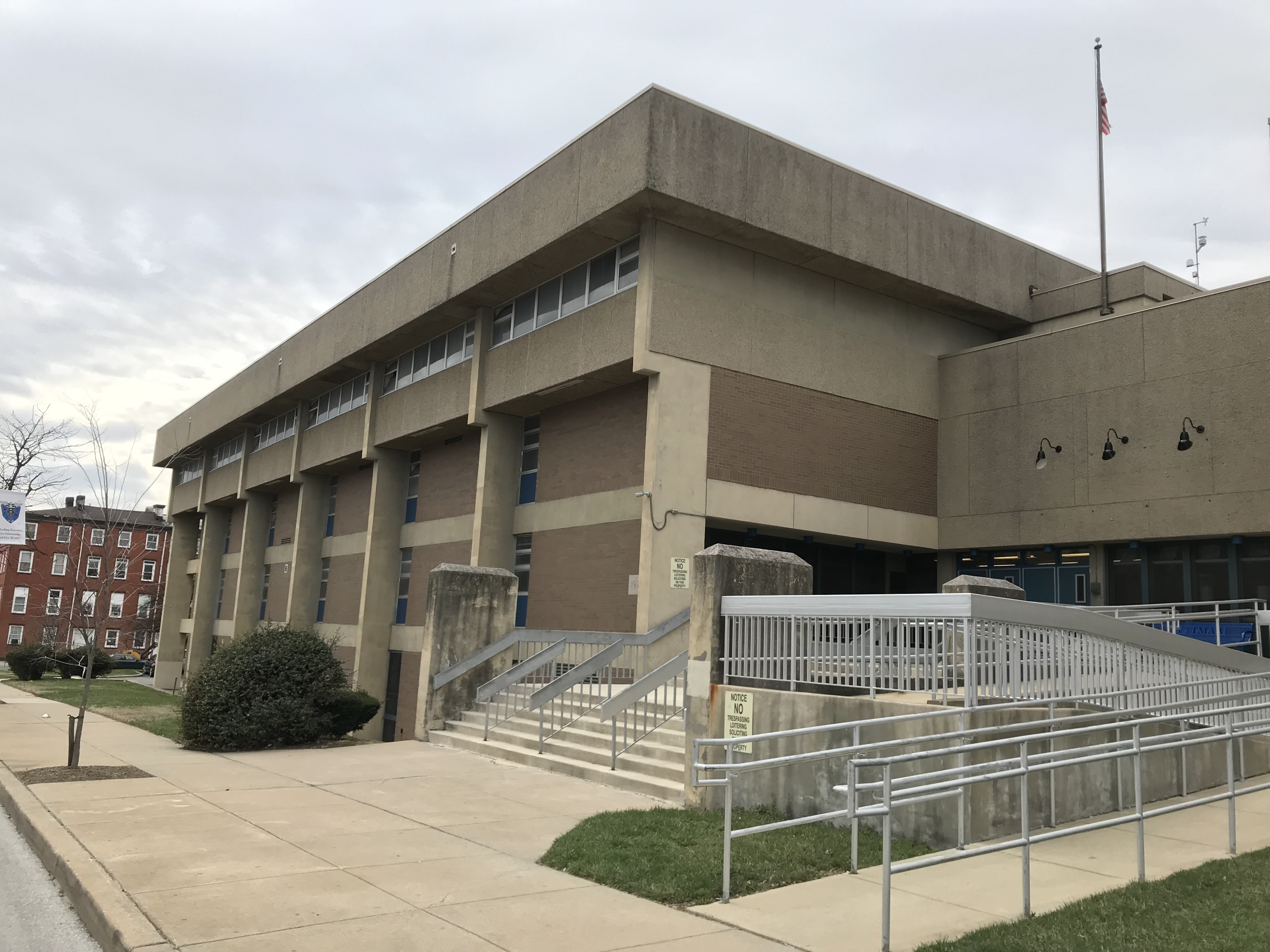
Vivien T. Thomas Medical Arts Academy, de Baltimore.

Vivien Theodore Thomas (né le 29 août 1910 à Lake Providence ou New Iberia (les sources divergent), en Louisiane et mort le 26 novembre 1985 à Baltimore) est un assistant chirurgical américain qui développa les procédures utilisées pour traiter les cyanoses infantiles dans les années 1940, et particulièrement l'anastomose de Blalock-Taussig.
Il est l'assistant du chirurgien Alfred Blalock dans son laboratoire sur les expérimentations animales à l'université Vanderbilt à Nashville, dans le Tennessee, et plus tard à la Johns Hopkins School of Medicine de Baltimore, dans le Maryland. Il supervisa les laboratoires chirurgicaux de Johns-Hopkins pendant 35 ans. En 1976, Hopkins lui conféra un doctorat honorifique et le nomma instructeur en chirurgie pour l'école de médecine de l’université Johns Hopkins. Sans éducation formelle au-delà du niveau secondaire, le docteur Thomas parvint à sortir de la pauvreté et à combattre le racisme de l'époque pour s'imposer comme un pionnier de la chirurgie cardiaque. Il enseigna les techniques opératoires à nombre d'éminents chirurgiens. Il fut le premier afro-américain sans doctorat à exécuter une chirurgie à cœur ouvert sur un patient blanc aux États-Unis.
Un documentaire de la chaîne PBS, Partners of the Heart, a été diffusé en 2003 dans le cadre de l'émission American Experience de la chaîne PBS. Dans le film Something the Lord Made (2004) de HBO, basé sur l'article du Washingtonian du même titre de Katie McCabe, lauréat du National Magazine Award, Vivien Thomas est interprétée par Mos Def.

## Biographie

### Jeunesse et formation
Selon son autobiographie publiée peu après sa mort, Vivien Thomas est né à Lake Providence en Louisiane. Cependant, des divergences ont été constatées car il a indiqué New Iberia comme lieu de naissance sur sa carte de recrutement de la Seconde Guerre mondiale et, à sa mort en 1985, sa nécrologie parue dans le Baltimore Sun mentionnait également New Iberia,. New Iberia était la ville natale de sa mère et Lake Providence celle de son père. Quoi qu'il en soit, la famille n'est pas restée longtemps en Louisiane, déménageant à Nashville, dans le Tennessee, lorsque Thomas avait environ deux ans. Il est le fils d'un charpentier et petit-fils d'un esclave. Thomas travaille avec son père et ses frères tous les jours après l'école et le samedi, effectuant des travaux tels que mesurer, scier et clouer. Dans les années 1920 , il fréquente la Pearl High School de Nashville. Thomas avait l'espoir de poursuivre des études supérieures et de devenir médecin, mais la Grande Dépression déraille ses plans. Il travaille à l'université Vanderbilt pendant l'été 1929 comme charpentier, mais il est licencié à l'automne. À la suite du krach de 1929, Thomas met ses ambitions universitaires en veilleuse et, par le biais d'un ami, il trouve un emploi en février 1930 comme assistant de recherche en chirurgie avec le Dr. Alfred Blalock à l'université Vanderbilt. Dès son premier jour de travail, il assiste Blalock lors d'une expérience chirurgicale sur un chien.
À la fin de son premier jour de travail, Blalock dit à Thomas qu'ils allaient faire une autre expérience le matin suivant. Il lui demanda de « venir et endormir l'animal et le préparer ». Après à peine quelques semaines, Thomas commençait les chirurgies par lui-même. Thomas était classé et payé comme concierge, mais dès le milieu des années 1930, il faisait le travail d'un chercheur en post-doctorat au laboratoire. Même s'il est mal payé, il continue de travailler avec le docteur Blalock et d'économiser ses revenus afin de pouvoir subvenir aux besoins de ses filles et de sa femme du mieux qu'il peut.
Avant de rencontrer Blalock, Thomas était déjà marié à Clara et père de deux filles. Lorsque les banques de Nashville font faillite neuf mois après l'embauche de Thomas par Blalock, réduisant son épargne à néant, il abandonne ses projets d'études et d'école médicale, déjà bien content d'avoir un emploi, même mal payé, alors que la Grande Dépression s'accentue.

### Carrière

#### Vanderbilt
Thomas et Blalock mènent des recherches fondamentales sur les causes des chocs traumatiques et hémorragiques. Ce travail évolue ensuite vers de la recherche sur le syndrome d'écrasement et sauve des milliers de soldats sur les champs de bataille de la Seconde Guerre mondiale. Au cours de centaines d'expériences, la paire réfute les théories traditionnelles qui faisaient du choc le résultat de toxines dans le sang. Blalock, un penseur scientifique original et parfois iconoclaste, avait théorisé que le choc résultait d'une perte importante de fluides hors du système vasculaire et que la condition pouvait être traitée par le remplacement de ce volume de fluide. Assisté par Thomas, il put prouver sa théorie, et de ce fait gagner la reconnaissance de la communauté médicale au milieu des années 1930. En même temps, Blalock et Thomas commencent des travaux expérimentaux sur la chirurgie vasculaire et cardiaque, défiant les tabous médicaux contre les opérations du cœur. Ce sont ces travaux qui forment la base de la chirurgie révolutionnaire qui devait avoir lieu à Johns-Hopkins une décennie plus tard.

#### Johns Hopkins
En 1940, le travail effectué par Blalock avec Thomas place Blalock à l'avant-garde de la chirurgie américaine et, lorsqu'il se voit offrir le poste de chef de la chirurgie à Johns Hopkins, son alma mater, en 1941, il demande à Thomas de l'accompagner. Thomas arrive à Baltimore avec sa famille en juin de la même année, confronté à une grave pénurie de logements et à un niveau de racisme pire que celui qu'ils avaient subi à Nashville.Hopkins, comme le reste de Baltimore, est soumis à une ségrégation rigide, et les seuls employés noirs de l'institution sont des concierges. Lorsque Thomas se promène dans les couloirs, vêtu de sa blouse blanche, de nombreuses têtes se tournent. Il commence à mettre ses vêtements de ville pour se rendre du laboratoire au bureau de Blalock, tant il est remarqué. À cette époque, il vit dans le quartier 1200 de Caroline Street, dans la communauté connue aujourd'hui sous le nom d'Oliver, à Baltimore.

#### Syndrome du bébé bleu
En 1943, alors qu'il poursuivait ses recherches sur les chocs, Blalock a été contacté par la cardiologue pédiatrique Helen Taussig, qui cherchait une solution chirurgicale à une anomalie cardiaque quadripartite complexe et fatale appelée tétralogie de Fallot (également connue sous le nom de syndrome du bébé bleu, bien que d'autres anomalies cardiaques produisent une coloration bleue, ou cyanose). Chez les enfants nés avec cette anomalie, le sang est détourné vers l'extérieur des poumons, ce qui entraîne une privation d'oxygène et une pâleur bleue. Après avoir traité de nombreux patients dans le cadre de son travail au Harriet Lane Home de Hopkins, Taussig cherchait désespérément à trouver un traitement chirurgical. Selon les récits de l'autobiographie de Thomas et d'un entretien avec l'historien de la médecine Peter Olch, Taussig a seulement suggéré qu'il serait possible de "reconnecter les tuyaux" d'une manière ou d'une autre pour augmenter le flux sanguin vers les poumons, mais elle n'a pas suggéré comment cela pourrait être réalisé. Blalock et Thomas ont immédiatement compris que la réponse se trouvait dans une procédure qu'ils avaient perfectionnée dans un but différent dans le cadre de leur travail à Vanderbilt, impliquant l'anastomose (jonction) de l'artère sous-clavière à l'artère pulmonaire, ce qui avait pour effet d'augmenter le flux sanguin vers les poumons. Thomas est chargé de mettre un chien dans la configuration semblable à celui d'un bébé bleu, puis de corriger cet état au moyen de l'anastomose entre l'artère pulmonaire et l'artère sous-clavière. Parmi les chiens opérés par Thomas figure Anna, qui devient la première survivante à long terme de l'opération et le seul animal dont le portrait est accroché aux murs de l'hôpital Johns Hopkins. En près de deux ans de travaux de laboratoire portant sur 200 chiens, Thomas a pu reproduire deux des quatre anomalies cardiaques impliquées dans la tétralogie de Fallot. Il a démontré que la procédure de correction n'était pas mortelle, persuadant ainsi Blalock que l'opération pouvait être tentée en toute sécurité sur un patient humain. Blalock est impressionné par le travail de Thomas ; lorsqu'il inspecte l'intervention réalisée sur Anna, il aurait déclaré : "On dirait que c'est le Seigneur qui a fait ça". Même si Thomas sait qu'il n'est pas autorisé à opérer des patients à l'époque, il suit les règles de Blalock et l'assiste pendant l'opération.

#### Une opération décisive
Le 29 novembre 1944, la procédure est expérimentée pour la première fois sur un nourrisson de dix-huit mois, Eileen Saxon, atteinte du syndrome du bébé bleu, dont les lèvres et les doigts deviennent bleus, le reste de la peau ayant une très légère teinte bleue. Elle ne pouvait faire que quelques pas avant de commencer à respirer difficilement. Comme il n'existait alors aucun instrument de chirurgie cardiaque, Thomas a adapté les aiguilles et les pinces nécessaires à l'opération à partir de celles utilisées dans le laboratoire animalier. Pendant l'opération elle-même, à la demande de Blalock, Thomas s'est tenu sur un escabeau à l'épaule de Blalock et l'a guidé pas à pas tout au long de la procédure. Thomas a effectué l'opération des centaines de fois sur un chien, alors que Blalock ne l'a fait qu'une seule fois en tant qu'assistant de Thomas. L'opération n'a pas complètement réussi, mais elle a permis de prolonger la vie de l'enfant pendant plusieurs mois. Blalock et son équipe opèrent à nouveau une fillette de 11 ans, cette fois avec un succès total, et la patiente peut quitter l'hôpital trois semaines après l'opération. Ils opèrent ensuite un garçon de six ans, qui retrouve ses couleurs de façon spectaculaire à la fin de l'opération. Les trois cas constituent la base de l'article publié dans le numéro de mai 1945 du Journal of the American Medical Association, qui attribue la procédure à Blalock et à Taussig. Thomas n'est pas mentionné.

#### Compétences
Parmi les techniques chirurgicales de Thomas figure celle qu'il a mise au point en 1946 pour améliorer la circulation chez les patients dont les grands vaisseaux (l'aorte et l'artère pulmonaire) ont été transposés. Cette opération complexe, appelée septectomie auriculaire, est exécutée si parfaitement par Thomas que Blalock, en examinant la ligne de suture presque indétectable, est amené à faire la remarque suivante : " Vivien, on dirait que c'est le Seigneur qui a fait ça". Pour les nombreux jeunes chirurgiens que Thomas forme dans les années 1940, il devient une figure de légende, le modèle du chirurgien découpeur dextre et efficace. "Même si vous n'aviez jamais vu de chirurgie auparavant, vous pouviez la faire parce que Vivien la rendait si simple", a déclaré le célèbre chirurgien Denton Cooley au magazine Washingtonian en 1989. Il n'y avait pas un seul faux mouvement, pas un seul mouvement inutile lorsqu'il opérait. Des chirurgiens comme Cooley, Alex Haller, Frank Spencer, Rowena Spencer et d'autres ont reconnu à Thomas le mérite de leur avoir enseigné la technique chirurgicale qui les a placés à l'avant-garde de la médecine aux États-Unis.
Malgré le profond respect que lui portent ces chirurgiens et les nombreux laborantins noirs qu'il a formés à Hopkins, Thomas n'est pas bien payé ; il lui arrive de travailler comme barman, souvent lors des soirées organisées par Blalock. Cela l'amène à servir des boissons à des personnes à qui il a enseigné plus tôt dans la journée. Finalement, après des négociations menées en son nom par Blalock, il devint l'assistant le mieux payé de Johns Hopkins en 1946, et de loin l'Afro-Américain le mieux payé de l'institution. Bien que Thomas n'ait jamais écrit ou parlé publiquement de son désir permanent de retourner à l'université et d'obtenir un diplôme de médecine, sa veuve Clara Flanders Thomas, a révélé dans une interview accordée en 1987 à l'écrivain Katie McCabe du Washingtonian que son mari s'était accroché à la possibilité de poursuivre ses études tout au long de la période du bébé bleu, et n'avait abandonné l'idée qu'avec beaucoup de réticence. Mme Thomas a déclaré qu'en 1947, Thomas avait envisagé de s'inscrire à l'université et de poursuivre son rêve de devenir médecin, mais qu'il en avait été dissuadé par l'inflexibilité de la Morgan State University, qui refusait de lui accorder des crédits pour son expérience de la vie et insistait pour qu'il remplisse les conditions habituelles d'admission en première année. Réalisant qu'il aurait 50 ans lorsqu'il aurait terminé l'université et l'école de médecine, Thomas a décidé d'abandonner l'idée de poursuivre ses études.

#### Relations avec Blalock
Vivien Thomas se sent nerveux lorsqu'il rencontre le Dr Alfred Blalock pour la première fois parce que son ami, Charles Manlove, a laissé entendre que beaucoup de gens avaient du mal à travailler avec lui. Cependant, Thomas a l'impression que le Dr Blalock est agréable, détendu et informel pendant l'entretien, ce qui lui procure excitation et réconfort. Thomas apprend rapidement que Blalock agit rapidement et attend de ses techniciens qu'ils soient tout aussi efficaces. Lorsque Blalock réalise des expériences quotidiennement, Thomas l'observe attentivement afin d'être en mesure de recréer les étapes lorsque son mentor a d'autres responsabilités. Cependant, il arrive que Blalock se mette en colère et profère des injures, ce qui dérange souvent Thomas et menace presque la stabilité de leur relation de travail.
Lorsque Thomas travaillait au laboratoire de Vanderbilt, il avait du mal à gérer son salaire car il devait pouvoir subvenir à ses besoins, mais il économisait aussi pour reprendre ses études. Après de nombreux entretiens avec Blalock au sujet d'une augmentation de salaire et sans résultat, Thomas s'apprête à reprendre son ancien travail de charpentier. Cependant, Blalock considère Thomas comme un atout précieux et fait tout ce qu'il peut pour l'empêcher de partir. L'approche de Blalock sur la question de la race de Thomas est compliquée et contradictoire tout au long des 34 années de leur partenariat. Thomas, un laborieux technicien de laboratoire, ne reçoit qu'un salaire de concierge. D'une part, il défend le choix de Thomas auprès de ses supérieurs à Vanderbilt et de ses collègues de Hopkins, et insiste pour que Thomas l'accompagne dans la salle d'opération lors de la première série d'opérations de la tétralogie. D'un autre côté, sa tolérance avait des limites, notamment en ce qui concerne les questions de salaire, de reconnaissance académique et d'interaction sociale en dehors du travail. La tension avec Blalock continue de monter lorsqu'il ne reconnaît pas les contributions de Thomas à la procédure mondialement connue du bébé bleu, ce qui entraîne une rupture dans leur relation. Thomas est absent des articles officiels sur l'intervention, ainsi que des photos d'équipe sur lesquelles figurent tous les médecins impliqués dans l'intervention.
Après la mort de Blalock en 1964, à l'âge de 65 ans, des suites d'un cancer, Thomas reste à Hopkins pendant encore 15 ans. En tant que directeur des laboratoires de recherche chirurgicale, il encadre un certain nombre de laborantins afro-américains ainsi que le premier résident noir en cardiologie de Hopkins, Levi Watkins Jr, qu'il assiste dans ses travaux novateurs sur l'utilisation du défibrillateur automatique implantable.
Le neveu de Thomas, Koco Eaton, est diplômé de l'école de médecine Johns Hopkins, où il a été formé par de nombreux médecins que son oncle avait formés. Eaton a suivi une formation en orthopédie et est aujourd'hui le médecin de l'équipe des Tampa Bay Rays.

### Reconnaissance institutionnelle
En 1968, les chirurgiens formés par Thomas - qui étaient alors devenus chefs de départements chirurgicaux dans toute l'Amérique - ont commandé son portrait (par Bob Gee, huile sur toile, 1969, The Johns Hopkins Alan Mason Chesney Medical Archives) et ont fait en sorte qu'il soit accroché à côté de celui de Blalock dans le hall du bâtiment des sciences cliniques Alfred Blalock.
En 1976, l'université Johns Hopkins décerne à Thomas un doctorat honorifique. En raison de certaines restrictions, il reçoit un doctorat honorifique en droit plutôt qu'un doctorat en médecine, mais cela permet au personnel et aux étudiants de l'hôpital Johns Hopkins et de l'école de médecine Johns Hopkins de l'appeler "docteur". Après y avoir travaillé pendant 37 ans, Thomas a finalement été nommé à la faculté de l'école de médecine en tant qu'instructeur en chirurgie. En raison de l'absence de diplôme médical officiel, il n'a jamais été autorisé à opérer un patient vivant.
En juillet 2005, l'école de médecine Johns Hopkins a commencé à répartir les étudiants de première année dans quatre collèges, chacun portant le nom de membres célèbres de la faculté Hopkins qui ont eu un impact majeur sur l'histoire de la médecine. Thomas a été choisi comme l'un des quatre, avec Helen Taussig, Florence Sabin et Daniel Nathans.

### Vie personnelle et décès
Au cours de l'été 1933, Thomas rencontre Clara Beatrice Flanders. Thomas aime tellement Flanders qu'il l'épouse la même année, le 22 décembre, et le nouveau couple s'installe à Nashville, dans le Tennessee. Le couple a deux filles. Olga Fay, l'aînée, est née en 1934, et Theodosia Patricia est née quatre ans plus tard, en 1938.
En 1941, Thomas et sa famille déménagent à Baltimore pour qu'il puisse continuer à travailler avec Blalock.
En 1971, Thomas est récompensé pour son travail acharné "en coulisses" par une cérémonie et la présentation de son portrait à l'institution médicale Thomas s'adresse humblement à l'auditorium plein à craquer. Il a déclaré qu'il vivait dans l'humble satisfaction d'avoir pu contribuer à résoudre certains des nombreux problèmes de santé dans le monde. Il était ravi d'être enfin reconnu pour le rôle important qu'il a joué dans les recherches qui ont permis de développer les compétences que de nombreux chirurgiens mettent aujourd'hui en pratique.
Le 1er juillet 1976, Thomas est nommé à la faculté en tant qu'instructeur en chirurgie ; il occupe ce poste pendant trois ans et prend sa retraite en 1979. Après sa retraite, Thomas commence à travailler sur une autobiographie. Il meurt d'un cancer du pancréas le 26 novembre 1985, et le livre est publié quelques jours plus tard.
Il repose au Maryland National Memorial Park, de Laurel dans le Maryland, aux côtés de son épouse.

### Héritage
Ayant appris l'existence de Thomas le jour de sa mort, l'écrivaine Katie McCabe du Washingtonian a porté son histoire à l'attention du public dans un article de 1989 intitulé " Like Something the Lord Made ", qui a remporté le National Magazine Award for Feature Writing en 1990 et a inspiré le documentaire Partners of the Heart, diffusé en 2003 dans le cadre de l'émission American Experience de la chaîne PBS et qui a remporté le prix Erik Barnouw de l'Organization of American Historians pour le meilleur documentaire sur l'histoire en 2004. L'article de McCabe, porté à Hollywood par le dentiste de Washington Irving Sorkin a servi de base au film HBO Something the Lord Made (Quelque chose que le Seigneur a fait), récompensé par un Emmy et un Peabody Award en 2004.
L'héritage de Thomas en tant qu'éducateur et scientifique s'est poursuivi avec l'institution des Vivien Thomas Young Investigator Awards, décernés par le Council on Cardiovascular Surgery and Anesthesiology à partir de 1996. En 1993, la Congressional Black Caucus Foundation a institué la bourse Vivien Thomas pour la science et la recherche médicales, parrainée par GlaxoSmithKline. À l'automne 2004, le système scolaire public de la ville de Baltimore a ouvert la Vivien T. Thomas Medical Arts Academy. Dans les couloirs de l'école est accrochée une réplique du portrait de Thomas commandé par ses chirurgiens stagiaires en 1969. Le Journal of Surgical Case Reports a annoncé en janvier 2010 que ses prix annuels pour le meilleur rapport de cas rédigé par un médecin et le meilleur rapport de cas rédigé par un étudiant en médecine seraient nommés en l'honneur de Thomas.
Le centre médical de l'université Vanderbilt a créé le prix Vivien A. Thomas pour l'excellence en recherche clinique, qui récompense l'excellence dans la conduite de la recherche clinique.

## Prix, distinctions et hommage
- 1976 : Attribution du titre de docteur honoris causa par l'université Johns Hopkins[51]
- 1979 : nomination de professeur émérite de chirurgie par l'école de médecine de l'université Johns Hopkins[52]
- 2004 : sortie du film La Création de Dieu basé sur sa vie et sa collaboration avec Blalock
- 2004 : l'université Johns Hopkins crée la fondation Vivien Thomas[53],[54].